# Summer Wedding
Summer Wedding är en split-EP med de svenska indiebanden Airliner och Aerospace, utgiven som en 7"-vinyl 1999.

## Låtlista[1]

### Sida A (Airliner)
1. "Before You Went Away"
2. "Trying to Be Clever "

### Sida B (Aerospace)
1. "Summer Belongs to Her"
2. "Revolution for the Weekend"